# Mattenschanze
Die Mattenschanze im Schweizer Gstaad war eine Skisprungschanze mit einem K-Punkt von 88 m.

## Geschichte
Bereits 1910 wurden in und um Gstaad Skisprungveranstaltungen durchgeführt. 1916 beschloss der Ski-Club Gstaad gemeinsam mit dem örtlichen Verkehrsverein – heute „Gstaad Saanenland Tourismus“ – eine neue Schanze in den Matten am Eggli zu erbauen. Die Baukosten betrugen 46'250 Schweizer Franken, wovon die Gemeinde in etwa ein Viertel beitrug. 1928 fand auf der Schanze das „Grosse Skirennen der Schweiz“ statt. 1932 wurde die Schanze erstmals umgebaut. Von 1946 bis 1966 fand auf der Schanze jährlich das Springen um den Montgomery-Cup statt, benannt nach dem Feldmarschall Bernard Montgomery, der gerne zum Urlaub ins Saanenland kam.
1959 und 1966 wurde die Schanze erneut umgebaut. Ab 1967 gehörte Gstaad zur Schweizer Springertournee. Den späteren K-Punkt von 88 Metern erreichte man erst nach einem Umbau im Jahre 1972. Von 1980 bis 1990 wurden insgesamt sechs Wettbewerbe im Skisprung-Weltcup ausgetragen, bevor der letzte grosse Wettkampf 1992 das Ende der Schanze einleitete. Nach der Stilllegung 1992, weil sie den Sicherheitsanforderungen des Internationalen Skiverbands (FIS) nicht mehr genügte, plante man 2000 den Neubau einer K20, K50 und K70 Schanze als Jugendtrainingszentrum. Diese Pläne scheiterten jedoch an schwierigen topografischen Verhältnissen.
2008 wurden die Reste der alten Schanze abgerissen. Zu sehen ist heute nur noch ein Teil des alten Schanzentischs.

## Internationale Wettbewerbe
Genannt werden alle von der FIS organisierten Sprungwettbewerbe.
| Datum            | Kategorie | Schanze | 1. Platz               | 2. Platz               | 3. Platz               |
| ---------------- | --------- | ------- | ---------------------- | ---------------------- | ---------------------- |
| 29. Februar 1980 | Weltcup   | K88     | Hansjörg Sumi          | Roger Ruud             | Hubert Neuper          |
| 23. Januar 1981  | Weltcup   | K88     | Johan Sætre            | Armin Kogler           | Roger Ruud             |
| 28. Januar 1983  | Weltcup   | K88     | Horst Bulau            | Roger Ruud             | Ernst Vettori          |
| 15. Februar 1985 | Weltcup   | K88     | Veranstaltung abgesagt | Veranstaltung abgesagt | Veranstaltung abgesagt |
| 21. Februar 1986 | Weltcup   | K88     | Ernst Vettori          | Rolf Åge Berg          | Matti Nykänen          |
| 22. Januar 1988  | Weltcup   | K88     | Pavel Ploc             | Miran Tepeš            | Jens Weißflog          |
| 9. Februar 1990  | Weltcup   | K88     | František Jež          | Miran Tepeš            | Ari-Pekka Nikkola      |